# Illusion Soft
Illusion là công ty có trụ sở ở thành phố Yokohama, Nhật Bản. Công ty này nổi tiếng với những trò chơi 3D eroge như các loạt trò chơi Biko, Battle Raper, Des Blood, Artificial Girl và Sexy Beach. Chủ trương của công ty Illusion là không bán các trò chơi của họ ra nước ngoài, và chỉ tập trung vào thị trường trong nước. 

## Phát hành
- A-ga (25 tháng 6 năm 2004)
- Artificial Girl  ("Jinkō Shōjo" 23 tháng 7 năm 2004)
- Artificial Girl 2 ("Jinkō Shōjo 2" 26 tháng 11 năm 2004)
- Artificial Girl 3 ("'Jinkō Shōjo 3'"' 30 tháng 11 năm 2007)
  - Jinkō Shōjo 3 Privilege Disc (Bonus Disc, ? 2008)
  - Jinkō Shōjo 3 Hannari (Expansion, ngày 2 tháng 6 năm 2008)
  - Jinkō Shōjo 3 Hannari Privilege Disc (Expansion Bonus Disc, ? 2008)
- Battle Raper (19 tháng 4 năm 2002)
- Battle Raper 2 (22 tháng 4 năm 2005)
- Biko (14 tháng 5 năm 1999)
- Biko 2: Reversible Face (tháng 1 năm 2001)
- Biko 3 (30 tháng 1 năm 2004)
- Brutish Mine (14 tháng 9 năm 2000)
- Des Blood (26 tháng 12 năm 1997)
- Des Blood 2 (11 tháng 6 năm 1998)
- Des Blood 3 (14 tháng 1 năm 2000)
- Des Blood 4: Lost Alone (13 tháng 9 năm 2002)
- Des Blood Racing (9 tháng 2001)
- Des Blood VR (7 tháng 6 năm 2003)
- Interact Play VR (21 tháng 8 năm 2001)
- Rapelay (21 tháng 4 năm 2006)
  - BotuPlay (Extra Disc, ??)
- Requiem Hurts (29 tháng 6 năm 2001)
  - Requiem Hurts: Rainy Escape (Requiem Hurts Expansion Pack)
- SchoolMate
  - SchoolMate Sweets! (Standalone Fan Disc, 27 tháng 2 năm 2009)
- SchoolMate 2 (25 tháng 6 năm 2010)
- Secrosphere ("Sekurosufia", 28 tháng 4 năm 2016)
- Sexy Beach (Tháng 12 2002)
- Sexy Beach 2 (11 tháng 7 năm 2003)
  - Chiku Chiku Beach (Sexy Beach 2 Expansion Pack)
- Sexy Beach 3 (29 tháng 9 năm 2006)
  - Sexy Beach 3 Plus (Sexy Beach 3 Expansion Pack)
- Sexy Beach Zero (29 tháng 10 năm 2010)
- Sexy Beach Premium Resort Lưu trữ ngày 23 tháng 4 năm 2016 tại Wayback Machine (11 tháng 9 năm 2015)